# Callopistria tytha
Callopistria tytha là một loài bướm đêm trong họ Noctuidae.